# Иаков (Эль-Хури)
Митрополи́т Иа́ков (араб. المتروبوليت يعقوب‎, фр. Metropolitan Jacques, исп. Metropolita Santiago, в миру Жак Элиас Эль-Хури, фр. Jacques Elias El Khoury; род. 1987, Кура, Ливан) — епископ Антиохийской православной церкви, митрополит Буэнос-Айресский и всей Аргентины

## Биография
В 2005 году получил степень бакалавра по специальности инженер-архитектор и лиценциат по богословию Богословского института святого Иоанна Дамаскина Баламандского университета в Триполи. В том же году поступил в докторантуру Университета Аристотеля в Салониках.
В 2008 году был рукоположен в сан диакона, а в 2009 году — в сан пресвитера. В 2010 году был возведён в достоинство архимандрита.
В 2011 году, защитив диссертацию на тему «Добродетель и порок по учению свт. Василия Великого» (Η αρετή και η κακία εις την διδασκαλία του Μεγάλου Βασιλείου, Μια συστηματική προσέγγιση), получил докторскую степень по патристике Аристотелевского университета в Салониках. В том же году получил сертификат по иконописи Панселиновской художественной школы того же города.
Был назначен проректором по работе со студентами Баламандского богословского института, где одновременно преподавал патристику и христианскую этику. В этот период написал несколько статей в специализированных академических журналах (Annals of St. John of Damascus Institute of Theology) и пастырские статьи в журнале Антиохийской патриархии «Нашра». Он также участвовал в нескольких межхристианских конференциях, таких как конференция по православной духовности, организованная монастырём Бозе (Италия), и конференция по Триоди, организованной католическим Медиа-центром в Ливане. Он также провёл несколько переговоров в Ливане и Сирии, а также организовал множество мероприятий и лагерей для молодёжи. Отличался «моралью, скромностью, любовью к монашеству, Греции и Афону».
Впоследствии служил приходским пастырем в селе Миньяра Аккарской мухафазы, в клире Аккарской митрополии. В течение 2018 года он консультировался с митрополитом Аргентинским Силуаном (Мусой), который укрепили его готовность принять назначение на Аргентинскую епархию.
5 октября 2018 года решением Священного синода Антиохийской православной церкви, заседавшего в Баламандском монастыре, был избран митрополитом митрополит Буэнос-Айресский.
8 декабря того же года в патриашей резиденции в Дамаске состоялось его наречение во епископа. 9 декабря того же года в Успенском соборе в Дамаске состоялась его епископская хиротония, которую совершили: Патриарх Антиохийский Иоанн X, митрополит Сурский Илия (Кфури), митрополит Бострийский Савва (Эсбер), митрополит Хомский Георгий (Абу-Захам), митрополит Библский и Ботрисский Силуан (Муса), митрополит Аккарский Василий (Мансур), митрополит Триполийский Ефрем (Кириакос), митрополит Багдадский Гаттаз (Хазим), митрополит Захлийский и Баальбекский Антоний (Аль-Сури), митрополит Хамаский Николай (Баалбаки) и митрополит Латакийский Афанасий (Фахд), епископ Дарайский Моисей (Хури), епископ Сейднайский Лука (Хури), епископ Сафитский Димитрий (Шарбак), епископ Аль-Хоснский Илия (Туме), епископ Эмиратский Григорий (Хури-Абдулла) и епископ Сергиопольский Иоанн (Баташ).
25 февраля 2019 года Ливана прибыл из Ливана в Международный Аэропорт Эсейса в Буэнос-Айресе, где был встречен послом Республики Ливан, Джонни Антуаном Ибрагимом, клириками со всей Аргентины и делегациями кафедрального собора святого Георгия и православной молодежи Буэнос-Айреса. 2 марта того же года в Буэнос-Айресе в Георгиевском кафедральном соборе Аргентинской митрополии Антиохийского Патриархата состоялась его интронизация.